# Harry Lachman
Harry Lachman (LaSalle, 29 giugno 1886 – Los Angeles, 19 marzo 1975) è stato un pittore, scenografo e regista statunitense.

## Biografia
Dopo aver studiato all'University of Michigan, Lachman divenne un illustratore di periodici. Nel 1911 si trasferì a Parigi, dove si guadagnò una certa fama come pittore post impressionista e fu insignito della Légion d'Honneur dal governo francese.
Lavorò anche come regista in Francia e Inghilterra prima di stabilirsi a Hollywood nel 1933. Fra gli altri, realizzò il film La nave di Satana (1935) e  diresse Stanlio e Ollio in Allegri gemelli (1936).

## Filmografia

### Regista
- Riviera Revels - Travelaugh No. 1
- Riviera Revels - Travelaugh No. 2: A Nasty Jar1
- Riviera Revels - Travelaugh No. 6
- Riviera Revels - Travelaugh No. 9: Cold Feats
- Riviera Revels - Travelaugh No. 10: Fauny Business
- Riviera Revels - Travelaugh No. 11: Scents and Nonsense
- Riviera Revels - Travelaugh No. 12: That Son of a Sheik
- Week-End Wives (1929)
- Under the Greenwood Tree (1929)
- The Compulsory Husband, co-regia di Monty Banks (1930)
- Song of Soho (1930)
- The Yellow Mask (1930)
- The Love Habit (1931)
- The Outsider (1931)
- Le Monsieur de minuit
- Mistigri (1931)
- Aren't We All? (1932)
- La Couturière de Lunéville
- Down Our Street (1932)
- Insult
- La Belle Marinière
- Face in the Sky (1933)
- Adorabile (1933)
- Il paradiso delle stelle (George White's Scandals), co-regia di Thornton Freeland e George White (1934)
- I Like It That Way (1934)
- Piccola stella (Baby Take a Bow) (1934)
- Nada más que una mujer
- George White's 1935 Scandals, regia di George White - Lachman non accreditato (1935)
- La nave di Satana (Dante's Inferno) (1935)
- Dressed to Thrill (1935)
- Il terrore del circo (Charlie Chan at the Circus) (1936)
- L'uomo che visse due volte (The Man Who Lived Twice) (1936)
- Allegri gemelli (Our Relations) (1936)
- Amanti di domani (When You're in Love), regia di Robert Riskin - Lachman non accreditato (1937)
- The Devil Is Driving (1937)
- La città dalle mille luci (It Happened in Hollywood) (1937)
- No Time to Marry (1938)
- They Came by Night (1940)
- Charlie Chan e il delitto a New York (Murder Over New York) (1940)
- Charlie Chan e i morti che parlano (Dead Men Tell) (1941)
- Charlie Chan a Rio (Charlie Chan in Rio) (1941)
- Castle in the Desert (1942)
- The Loves of Edgar Allan Poe o The Romance of Annabel Lee (1942)
- Dr. Renault's Secret (1942)
- Double Trouble (1953)

### Sceneggiatore
- Under the Greenwood Tree, regia di Harry Lachman (1929)
- Song of Soho, regia di Harry Lachman (1930)
- The Yellow Mask, regia di Harry Lachman (1930)
- The Outsider, regia di Harry Lachman (1931)
- Down Our Street, regia di Harry Lachman (1932)